# Patrick Küng
Patrick Küng (11 januari 1984) is een Zwitsers alpineskiër. 

## Carrière
Küng maakte zijn wereldbekerdebuut in januari 2009 tijdens de supercombinatie in Wengen. Op 10 maart 2010 skiede Küng naar een eerste podiumplaats in een wereldbekerwedstrijd op de afdaling in Garmisch-Partenkirchen waar hij derde eindigde. Na een 2e plaats in de afdaling van Bormio op 29 december 2011, behaalde Küng op 7 december 2013 zijn eerste overwinning in de wereldbeker door winst in de Super G in Beaver Creek.
In 2013 nam Küng een eerste keer deel aan de wereldkampioenschappen alpineskiën. Op de afdaling eindigde hij op een zevende plaats, op de Super G werd hij 18e. In 2015 werd hij wereldkampioen op de afdaling tijdens de Wereldkampioenschappen alpineskiën 2015 in Vail/Beaver Creek. 

## Resultaten

### Wereldkampioenschappen
| Jaar | Plaats            | Resultaten              |
| ---- | ----------------- | ----------------------- |
| 2013 | Schladming        | 7e Afdaling 18e Super G |
| 2015 | Vail/Beaver Creek | Afdaling · 16e Super G  |
| 2017 | Sankt Moritz      | 4e Afdaling 22e Super G |

### Olympische Spelen
| Jaar | Plaats | Resultaten               |
| ---- | ------ | ------------------------ |
| 2014 | Sotsji | 12e Super G 15e Afdaling |

### Wereldbeker

#### Eindklasseringen
| Seizoen   | Algm | AD  | SG    | SC  |
| --------- | ---- | --- | ----- | --- |
| 2008/2009 | 113e | 47e | -     | 36e |
| 2009/2010 | 40e  | 16e | 29e   | 41e |
| 2010/2011 | 33e  | 11e | 24e   | -   |
| 2011/2012 | 44e  | 20e | 33e   | -   |
| 2012/2013 | 56e  | 27e | 24e   | -   |
| 2013/2014 | 10e  | 5e  | Brons | -   |
| 2014/2015 | 21e  | 8e  | 18e   | -   |
| 2015/2016 | 101e | 33e | 48e   | -   |
| 2016/2017 | 56e  | 20e | 42e   | -   |
| 2017/2018 | 87e  | 27e | -     | -   |
| 2018/2019 | 116e | 40e | -     | -   |

#### Wereldbekerzeges
| Datum           | Plaats       | Onderdeel |
| --------------- | ------------ | --------- |
| 7 december 2013 | Beaver Creek | Super G   |
| 18 januari 2014 | Wengen       | Afdaling  |